# Vavuniya
Vavuniya (Tamil: வவுனியா Vavuṉiyā [ˈʋaunijaː], Singhalesisch: වවුනියාව Vavuniyāva [ʋauniˈjaːʋə]) ist eine Stadt in der Nordprovinz Sri Lankas. Sie ist Verwaltungssitz des überwiegend von Tamilen bewohnten Distrikts Vavuniya und ein Verkehrsknotenpunkt auf dem Weg in den Norden Sri Lankas. Zwischen 1983 und 2009 war Vavuniya vom Bürgerkrieg in Sri Lanka betroffen.

## Geografie

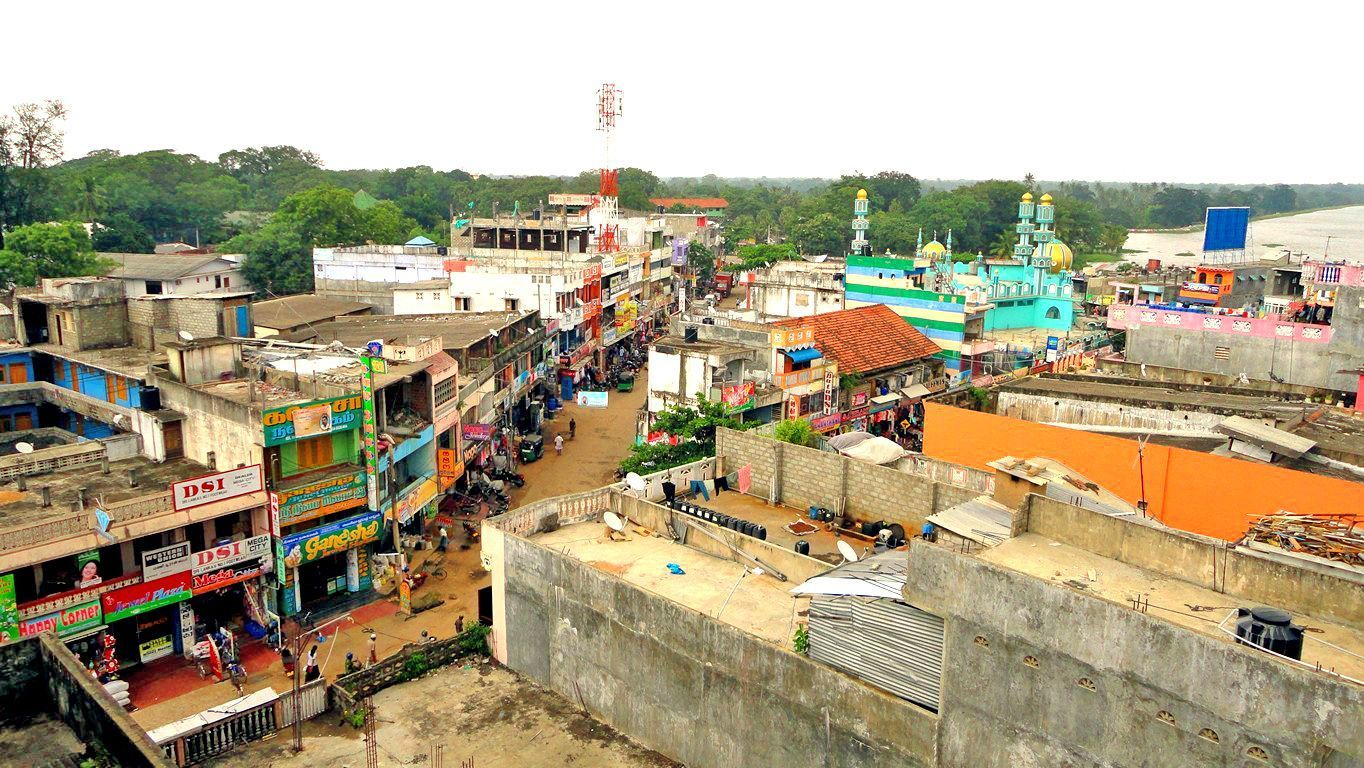
Blick auf die Innenstadt von Vavuniya

Vavuniya liegt im Süden der Nordprovinz nahe der Grenze zur Nord-Zentralprovinz 58 Kilometer nördlich von Anuradhapura und 140 Kilometer südlich von Jaffna. Die Entfernung in die Hauptstadt Colombo beträgt 260 Kilometer. Nördlich von Vavuniya erstreckt sich das rund 100 Kilometer breite, relativ trockene und dünn besiedelte Vanni-Gebiet.

## Bevölkerung
Nach der Volkszählung 2001 hat Vavuniya 53.237 Einwohner, die Einwohnerzahl unterlag während des Kriegs aber beträchtlichen Schwankungen. Die Stadt ist mehrheitlich tamilisch besiedelt: Unter den Einwohnern der Division Vavuniya (Vavuniya-Stadt und Umgebung) machen nach der Volkszählung 2012 Tamilen 93 Prozent der Bevölkerung aus. Daneben gibt es kleinere Minderheiten von tamilischsprachigen Muslimen oder Moors (vier Prozent) und Singhalesen (drei Prozent). Vavuniya liegt aber unmittelbar an der Grenze zwischen dem tamilischen und singhalesischen Siedlungsgebiet: Die südlich angrenzende Division Vavuniya South hat bereits 96 Prozent singhalesische Einwohner.

## Geschichte
Vavuniya gehört zu den Gebieten, die von tamilischen Separatisten als Teil eines unabhängigen Staates Tamil Eelam eingefordert wurden und war von 1983 bis 2009 vom Bürgerkrieg in Sri Lanka betroffen. Die Stadt selbst war die wichtigste Garnison der sri-lankischen Armee und blieb stets unter der Kontrolle der Regierung. Der Nordteil des Distrikts Vavuniya war dagegen zwischen den Regierungstruppen und der Rebellenorganisation Liberation Tigers of Tamil Eelam (LTTE) umkämpft. Im November 1999 flohen mehr als drei Viertel der Einwohner der Stadt, als die LTTE die Stadt anzugreifen drohte. Als im Februar 2002 ein Waffenstillstand zwischen der Regierung und den Rebellen geschlossen wurde, verlief die Demarkationslinie bei Omanthai 14 Kilometer nördlich von Vavuniya. Seit 2007 versuchte die Regierung wieder eine Lösung des Tamilenproblems mit militärischen Mitteln zu erreichen. Mit massiver militärischer Gewalt wurde der Bürgerkrieg am 18. Mai 2009 beendet. Zahlreiche Menschen flohen aus den Kampfgebieten nach Süden, wo sie in Flüchtlingslagern in der Umgebung von Vavuniya festgehalten wurden.
Während des Bürgerkriegs waren einige Hilfsorganisationen mit der Basisversorgung der Bevölkerung oder mit Minenräumdiensten in dem Gebiet beschäftigt. Nach dem Tsunami vom 26. Dezember 2004, der in Sri Lanka  vor allem den Osten und Süden der Insel betraf, koordinieren zahlreiche Nichtregierungsorganisationen (NGOs) ihre Hilfsleistungen in den betroffenen Gebieten von Vavuniya aus. Die wirtschaftlichen Auswirkungen durch die hohe Zahl ausländischer Helfer und der ihnen zur Verfügung stehenden finanziellen Mittel schlugen sich in gestiegenen Preisen allgemein und besonders im Dienstleistungssektor nieder. Die Preise für Übernachtungen und Mieten wurden der Nachfrage angepasst. Das Deutsche Rote Kreuz hat seit Jahren ein Büro in der Stadt, das UNHCR betrieb hier nach dem Tsunami zusammen mit Colombo und Jaffna seine größte Station.

## Verkehr
Vavuniya ist ein wichtiger Verkehrsknotenpunkt und das Tor zum Norden Sri Lankas: Durch die Stadt führen die nördliche Linie der Sri Lankan Railways sowie die wichtigste Straßenverbindung in den Norden, die Fernstraße A9, die von Kandy im Zentrum des Landes kommend nach Jaffna führt. Außerdem zweigen in Vavuniya Straßen nach Mannar an der West- und Trincomalee an der Ostküste ab. Durchgangsbeschränkungen an der A9 ließen im andauernden Bürgerkrieg Vavuniya zu einem Nadelöhr werden, nach dem Ende des Konflikts wurde die Straße aber wieder geöffnet und modernisiert. Der Bahnverkehr nach Jaffna wurde während des Bürgerkriegs nördlich von Vavuniya eingestellt. Seit 2015 verkehren Züge wieder bis Jaffna.